# ФК Победа (Варна)
Победа е български футболен отбор от град Варна. Основан е през 1927 г. През 1942 г. става регионален шампион на Варненската спортна област и участва в Държавното първенство, като завършва на 4 място. След 1945 г. отборът се разпада.

## Успехи
- 4-то място в Държавното първенство през 1942 г.
- Двукратен полуфиналист за Царската купа през 1939 и 1940 г.